# Monte (tráng miệng)

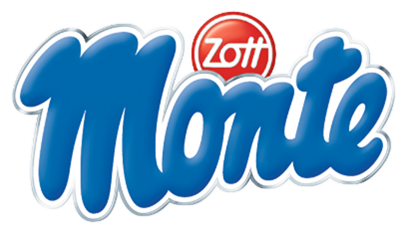
Monte Logo

Monte là một thực ăn tráng miệng thuộc nhãn hiệu Monte của công ty Zott. Zott là công ty gia đình ở bang Bavaria miền Nam nước Đức, đang được điều hành bởi thế hệ thứ ba của gia đình. Zott sản xuất và phân phối sữa chua, các món tráng miệng từ sữa và pho mát trong hơn 90 năm qua.

## Tung ra thị trường
Monte được giới thiệu lần đầu vào ngày 1 tháng 4 năm 1996 tại Đức. Hiện tại Monte đang được bán tại 56 quốc gia trên toàn thế giới bao gồm cả Việt Nam.
Monte được giới thiệu ở Việt Nam năm 2008, và đã thành công trong việc mở ra và xây dựng một dòng sản phẩm mới " Váng sữa" dành cho trẻ em ở Việt Nam. Từ năm 2008, váng sữa Monte luôn dẫn đầu thị trường váng sữa ở Việt Nam.
Váng sữa Monte:
- Là sự kết hợp từ lớp váng sữa ở lớp trên và kem vani hạt dẻ hảo hạng ở lớp dưới
- Thành phần sữa tươi bao gồm calci và protein (chất đạm)
- Là sản phẩm chất lượng cao đến từ nước Đức

## Các sản phẩm từ Monte
Ở Việt Nam, Monte có sẵn những sản phẩm như sau:
- Monte vị Vani: hộp 4 x 55g.
- Monte Drink: hộp 95 ml với vị sô cô la và vị vani.
- Monte Snack: là bánh sữa lạnh đầu tiên ở Việt Nam. Monte Snack là bánh sữa lạnh 3 lớp, được làm từ 100 % sữa tươi, kem sô cô la và hạt dẻ giữa hai lớp bánh mềm.

## Giải thưởng
Tạp chí thực phẩm của Đức "Lebenmittelzeitung" đã trao tặng Monte giải thưởng " thương hiệu hàng đầu" trong nhóm những món ăn ngon. Tổ chức nghiên cứu thị trường GfK của Đức đã nhận định rằng: cơ sở của giải thưởng là một sự phát triển đặc biệt của thị phần trong phân khúc thị trường tương ứng.